# Lebap
Lebap est une province du Turkménistan. Située dans le nord-est du pays, bordant l'Ouzbékistan, sa capitale est Türkmenabat.

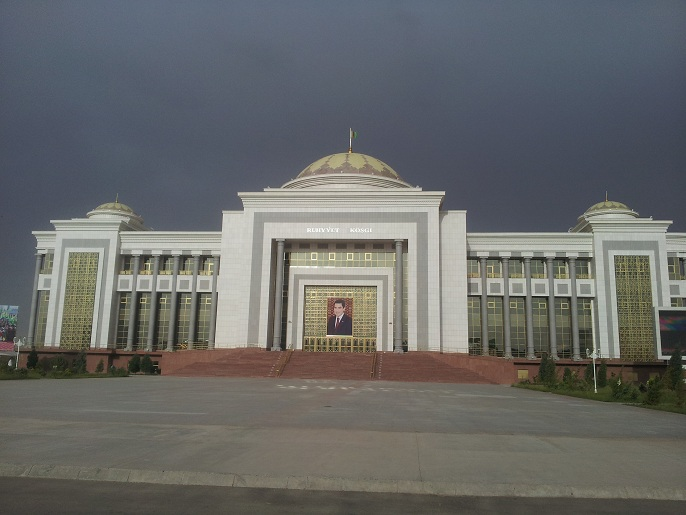
Palais de l'Assemblée du peuple de Lebap à Türkmenabat en 2013.

## Subdivisions
La province de Lebap est divisée en 15 etraplar (districts) et 3 villes :
- Villes :
  - Gazojak
  - Garabekewül
  - Darganata
  - Dostluk
  - Dänew
  - Kerki
  - Köýtendag
  - Magdanly
  - Sakar
  - Saýat
  - Seýdi
  - Türkmenabat
  - Farap
  - Halaç
  - Hojambaz

- Etraplar :
  - District de Kerki
  - District de Döwletli
  - District de Darganata
  - District de Farap
  - District de Dänew
  - District de Halaç
  - District de Hojambaz
  - District de Köýtendag
  - District de Magdanly
  - District de Saýat
  - District de Çärjew
  - District de Seýdi

## Sport
Le principal club de la région en football est l'ancien Garagam Türkmenabat, aujourd'hui FK Bagtyyarlyk-Lebap.